# Селден, Пол
Пол Селден (англ. Paul A. Selden, 1954 г. р.) — британский палеонтолог, исследователь ископаемых членистоногих. Профессор Канзасского ун-та и директор его Института палеонтологии.
Окончил с отличием Манчестерский ун-т (бакалавр по геологии и зоологии), где учился в 1972-75 гг. Степень д-ра философии получил в кембриджском Дарвин-колледже, где учился в 1975-79 гг.
В 1979—81 гг. работал в департаменте геологии Голдсмит-колледжа Лондонского ун-та. В 1981—2005 гг. преподаватель (с 1991 г. — палеонтологии) Манчестерского ун-та (эмерит).
В 1997—2000 годах президент Британского арахнологического общества. В 2001—2004 годах президент Международного арахнологического общества.
В 2005-7 гг. работал в департаменте палеонтологии лондонского Музея естествознания (ныне почётный исследователь).
В настоящее время профессор департамента геологии колледжа Канзасского ун-та и директор университетского Института палеонтологии (с 2007 года).
Был приглашённым профессором в Пекинском педагогическом ун-те.